# Who's Nailin' Paylin?
Who's Nailin' Paylin? è un film pornografico americano del 2008, diretto da Jerome Tanner e interpretato da Lisa Ann.
Il film rappresenta una parodia di Sarah Palin, già governatore dell'Alaska e candidata alle presidenziali degli Stati Uniti, il cui nome è modificato in Serra Paylin; vi compaiono inoltre le caricature di altri personaggi politici, tra cui Hillary Clinton, Condoleezza Rice, Todd Palin e Bill O'Reilly.

## Trama
Due soldati russi bussano alla porta di Serra Paylin, cercando aiuto per il loro carroarmato. Dopo alcuni scherzi e battute, segue una scena di sesso a tre. 
La seconda scena si apre con un giornale che titola Paylin endorses Russian penetration ("Paylin appoggia la penetrazione russa"). L'attenzione si concentra quindi sullo studio di Faux News, dove Bill Orally elogia l'operato della Paylin nelle relazioni estere.
La terza scena si svolge a Washington, dove una giovane stagista cerca di preparare Paylin all'incontro con la stampa. Dopo una serie di tentativi, Paylin se ne va; a quel punto suo marito esce da sotto il letto, e ha luogo una scena di sesso anale tra lui e la stagista. 
La quarta scena si apre nella camera da letto dove Serra Paylin sta dormendo. Nel sogno che viene mostrato, la Paylin seduce il socio d'affari di suo marito.
La scena successiva è un altro sogno, in cui Serra Paylin ricorda i tempi in cui frequentava la "International University of I-DA-HO" nel 1987. La giovane Serra partecipa attivamente a una lezione sulla pseudoscienza, determinando in 10 000 anni l'età della Terra e definendo i fossili come un trucco di Satana per raggirare gli uomini. Dopo la lezione, Serra chiede al suo professore se egli conosce qualche modo per proteggerla dalla stregoneria; egli afferma che un'adeguata protezione potrà venire da un buon cunnilingus, praticandolo subito sulla ragazza. 
Nell'ultima scena, Bill Orally introduce la conferenza stampa di Serra Paylin, in cui quest'ultima si deve difendere dalle accuse di adulterio, senza comunque rispondere nel merito. Quando la stampa se ne è andata, da dietro il palco fa capolino Hilly, che dà vita a una scena di sesso lesbico con Serra e Condi.

## Riconoscimenti
- 2009 – XBIZ Award
  - Marketing[2]
  - Marketing Campaign[2]

## Sequel
Il 31 ottobre 2008 la Hustler annunciò che Lisa Ann sarebbe apparsa in una scena intitolata Obama Is Nailin' Palin?. Questa scena fu pubblicata sul sito della Hustler alla vigilia delle elezioni presidenziali, il 3 novembre 2008.
In seguito la Hustler ha prodotto diversi sequel di Who's Nailin' Paylin?, tutti con Lisa Ann nei panni della protagonista; a differenza del primo film della saga, tutti gli altri utilizzano però lo spelling corretto del cognome della Palin. Essi sono Letterman's Nailin' Palin (2009), You're Nailin' Palin (2009, DVD interattivo con Alexis Texas nei panni della Miss California Carrie Prejean), Hollywood's Nailin' Palin (2010) e Who's Nailin' Palin 2 (2011).